# Ranunculus trautvetterianus
Ranunculus trautvetterianus là một loài thực vật có hoa trong họ Mao lương. Loài này được C. Regel ex Ovcz. miêu tả khoa học đầu tiên năm 1937.